# Asuka (catch)
Pour les articles homonymes, voir Asuka et Kana (homonymie).
Ne doit pas être confondu avec Asuka (catch, 1998).
 (juillet 2021).
Kanako Urai (浦井 佳奈子, Urai Kanako) (née le 26 septembre 1981 à Osaka) est une catcheuse (lutteuse professionnelle) japonaise. Elle travaille actuellement à la World Wrestling Entertainment, dans la division Raw, sous le nom d'Asuka.
Elle s'est auparavant fait connaître sous le nom de Kana dans son pays au sein de diverses fédérations de joshiresu ainsi qu'aux États-Unis à la Shimmer Women Athletes. En 2015, elle signe avec la World Wrestling Entertainment et change de nom de ring pour celui d'Asuka. Elle a notamment battu le record du plus long règne de Championne de la NXT (510 jours) et a détenu la plus grande série de victoires consécutives de l'histoire de la fédération hommes et femmes confondus (265 victoires consécutives) avant de se faire battre par Charlotte Flair lors de WrestleMania 34.
Elle a également remporté le premier Royal Rumble match féminin de l'histoire de la WWE (2018).

## Carrière de catcheuse

### Débuts au Japon (2004-2015)
Kanako Urai suit des études pour être graphiste et commence sa carrière en 2004 à la AtoZ sous le nom de ring de Kana. Elle y travaille jusqu'en 2006 où elle souffre de néphrite chronique qui l'empêche de lutter ce qui la contraint à arrêter sa carrière. Pendant un an et demi, elle travaille comme graphiste et fonde sa propre société.
Elle décide de remonter sur le ring en 2007 et lutte ensuite dans diverses fédérations.
En 2008, elle travaille principalement à la NEO Ladies (NEO) où elle fonde le clan Passion Red et avec Nanae Takahashi (en), elles deviennent championne par équipe de la NEO le 10 octobre 2009 et perdent ce titre le 31 décembre,,. La NEO cesse ses activités courant de l'année 2010, Kana se retrouve libre.

#### Pro Wrestling Wave (2008-2015)
Elle commence à faire quelques apparitions à la Pro Wrestling Wave en 2008.
À partir de l'année 2010, elle commence à travailler régulièrement dans cette fédération et, le 24 juillet 2011, elle remporte le tournoi Catch The WAVE League en éliminant Kagetsu en demi-finale puis Misaki Ohata (en) en finale,. En septembre, elle fait équipe avec Ayumi Kurihara pour le tournoi Dual Shock Wave pour désigner les nouvelles championnes par équipe et éliminent Cherry et Shuu Shibutani (en) au premier tour le 4 septembre puis GAMI et Tomoka Nakagawa (en) en demi-finale 26 avant de remporter la finale face à Ran YuYu (en) et Toshie Uematsu (en) le 30 octobre,,.
Leur règne prend fin le 5 février 2012 à la suite de leur défaite face à Ran YuYu et Toshie Uematsu. Entre-temps, elle s'allie à Io et Mio Shirai (en) et se font connaître sous le nom de Triple Tails, puis White Tails. Le 27 novembre, elle bat Yumi Ohka (en) et se proclame l'as de la WAVE.
Au début de l'année 2013, elle participe au tournoi pour désigner la première Regina Di WAVE et passe le premier tour en éliminant Mio Shirai le 17 février puis Ayumi Kurihara le 17 mars en demi-finale et échoue en finale face à Yumi Ohka,. Le 21 avril, elle remporte pour la deuxième fois le championnat par équipe de la WAVE avec Mio Shirai après leur victoire sur Misaki Ohata (en) et Tsukasa Fujimoto. Elles le défendent avec succès le 7 juillet face à Sakura Hirota et Tsukasa Fujimoto avant de perde le titre le 15 face à Hikaru Shida et Yumi Ohka,. En septembre, elle s'associe à Yumi Ohka au cours du tournoi Dual Shock Wave où elles atteignent la finale et perdent le Three way match remporté par Ayako Hamada et Yuu Yamagata comprenant aussi Hikaru Shida et Tsukasa Fujimoto le 6 octobre.
En septembre 2014, elle fait équipe avec Kaho Kobayashi pour le tournoi Dual Shock Wave où elles passent le premier tour face à Hikaru Shida et Natsu Sumire le 23 septembre et se font sortir cinq jours plus tard après leur défaite face à Dynamite Kansai (en) et Fairy Nihonbashi,.
En 2015, elle se qualifie pour les demi finale du tournoi Catch The WAVE en remportant quatre de ses huit matchs de la phase de poule disputé entre le 3 mai et le 5 juillet : son premier match le 3 mai face à Cherry se conclut par un double décompte à l'extérieur, une semaine plus tard elle affronte Hikaru Shida et elles atteignent la limite de temps, elle remporte ensuite quatre matchs face à Kaho Kobayashi le 24 mai ainsi que le 10 juin face à Misaki Ohata (en) puis quatre jours plus tard face à Ryo Mizunami et enfin le 21 juin face à Mika Iida,. Les deux derniers matchs de la phase de poule ont lieu le 5 juillet et elle atteint la limite de temps face à Yumi Ohka (en) avant de connaitre la défaite face à Sakura Hirota. Elle retrouve Ohka en demi finale et cette dernière l'élimine le 20 juillet. Elle dispute son dernier match dans cette fédération le 13 septembre où elle bat Sakura Hirota.

### SMASH et Wrestling New Classic (2010-2012)
Elle commence à travailler à la SMASH (en), une des rares fédération de catch mixte fondé par Yoshihiro Tajiri, le 25 juin 2010 où elle perd face à Syuri (en) et prend sa revanche face à cette dernière le 24 juillet,. Le 24 décembre, elle affronte TAJIRI dans un match intergenre, ce dernier sortant vainqueur de cette confrontation.
Elle participe au tournoi pour désigner la première championne des Divas de la SMASH où elle atteint la finale en éliminant Lin Bairon par K.O. technique au premier tour le 9 juin puis Syuri le 11 août en demi-finale avant de remporter le tournoi et le titre le 8 septembre après sa victoire sur Serena,,. Elle perd ce titre au cours de sa première défense le 24 novembre face à Tomoka Nakagawa (en). Elle récupère le titre le 19 janvier 2012 et le perd un mois plus tard face à Syuri,. Le 14 mars au cours de SMASH.FINAL (le dernier spectacle de la fédération), elle fait équipe avec Ultimo Dragon et ils remportent un match par équipe mixte face à Mentallo et Syuri.
Le 26 avril, elle se met à travailler pour la Wrestling New Cassic (WNC), une autre fédération que vient de fonder Tajiri, où avec Mio Shirai (en) elle bat Makoto et Syuri (en). Le 30 août, elle fait équipe avec TAJIRI et Mikey Whipwreck avec qui elle perd un Barbed Wire Board Death match (match de catch hardcore où des planches de fils de fer barbelé sont à disposition) face à AKIRA, Starbuck et Syuri. Elle participe au tournoi pour désigner la première championne de la WNC où elle élimine Makoto au premier tour le 26 novembre mais se fait sortir deux jours plus tard par Nozaki (en).

### Japanese Women Pro-Wrestling Project (2013-2015)
Kana rejoint la Japanese Women Pro-Wrestling Project (JWP) au début de 2013 et le 18 août elle met fin au règne d'Arisa Nakajima pour devenir championne poids-libre de la JWP,.

### Universal Woman's Pro Wrestling REINA (2014-2015)
Elle commence à travailler pour l'Universal Woman's Pro Wrestling REINA (REINA) le 10 août 2014 où elle fait équipe avec Alex Lee et ensemble elles battent Makoto et Syuri (en). Le 20 novembre, elle fait équipe avec Arisa Nakajima (en) avec qui elle remporte un tournoi en deux tours pour désigner les nouvelles championnes du monde par équipe de la REINA où elles éliminent Eri et Haruka Kato puis Lin Bairon et Syuri en finale. Le 26 décembre, elle devient championne du monde de la REINA après sa victoire face à Syuri.
Elle défend son titre de championne à trois reprises. D'abord le 17 mai face à Hitana puis 12 jours plus tard face à Reyna Isis et enfin le 13 juin face à Yako Fujigasaki,,.

### Shimmer Women Athletes (2011-2014)
Au début d'octobre 2011, elle vient à la Shimmer Women Athletes et bat Sara Del Rey le 1er octobre au cours de l'enregistrement de SHIMMER Volume 42 et le lendemain, elle perd face à Cheerleader Melissa dans un match pour désigner la challenger pour le championnat de la Shimmer durant l'enregistrement de SHIMMER Volume 43,.

### World Wrestling Entertainment (2015-...)
Le 7 septembre 2015, elle signe officiellement avec la World Wrestling Entertainment.

#### Débuts àNXTet championne deNXT(2015-2017)

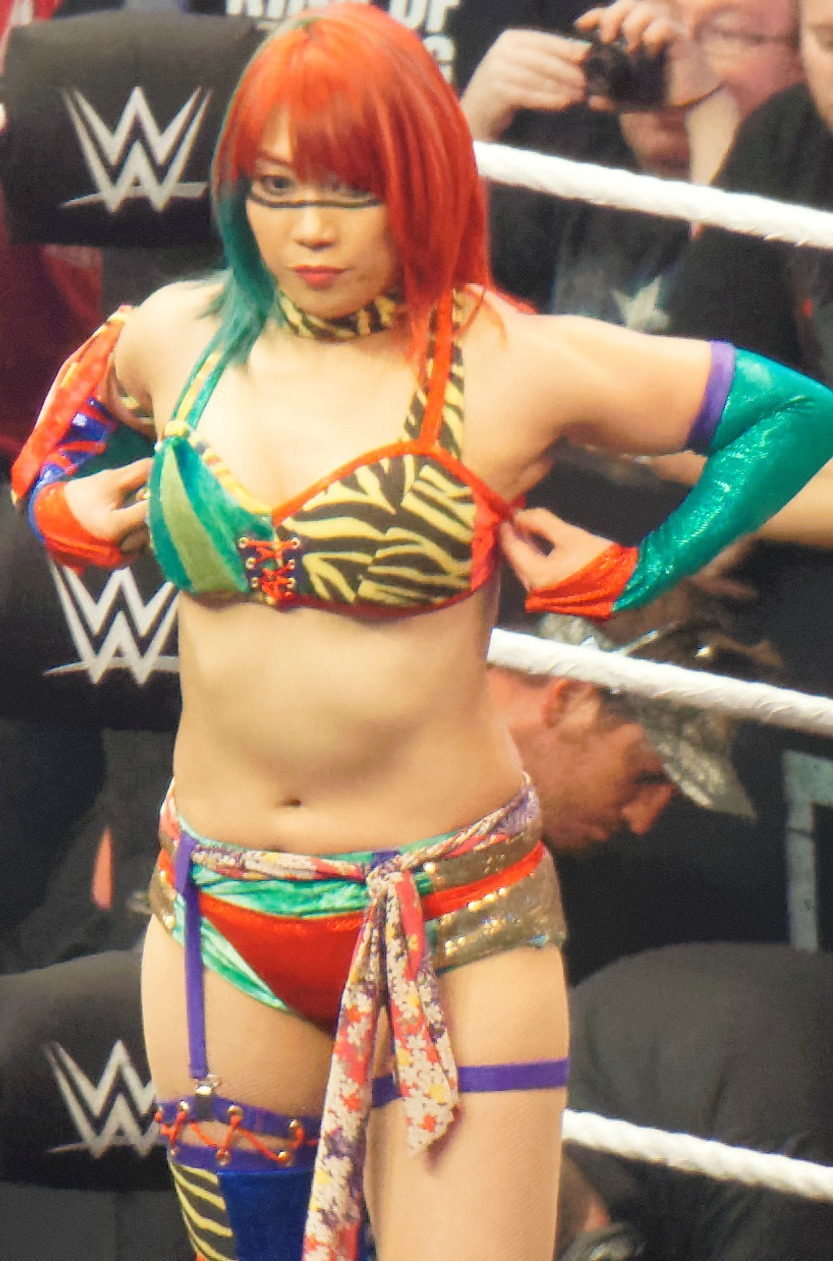
Asuka à NXT TakeOver: Dallas en 2016.

Le 23 septembre à NXT, elle fait ses débuts dans le show jaune, sous le nom d'Asuka, où elle est présentée par le Général Manager, William Regal, puis abordée par Dana Brooke et Emma qui lui expliquent que les deux femmes dominent la division féminine.
Le 7 octobre à NXT TakeOver: Respect, elle dispute son premier match et bat la première. Le 16 décembre à NXT TakeOver: London, elle bat la seconde.

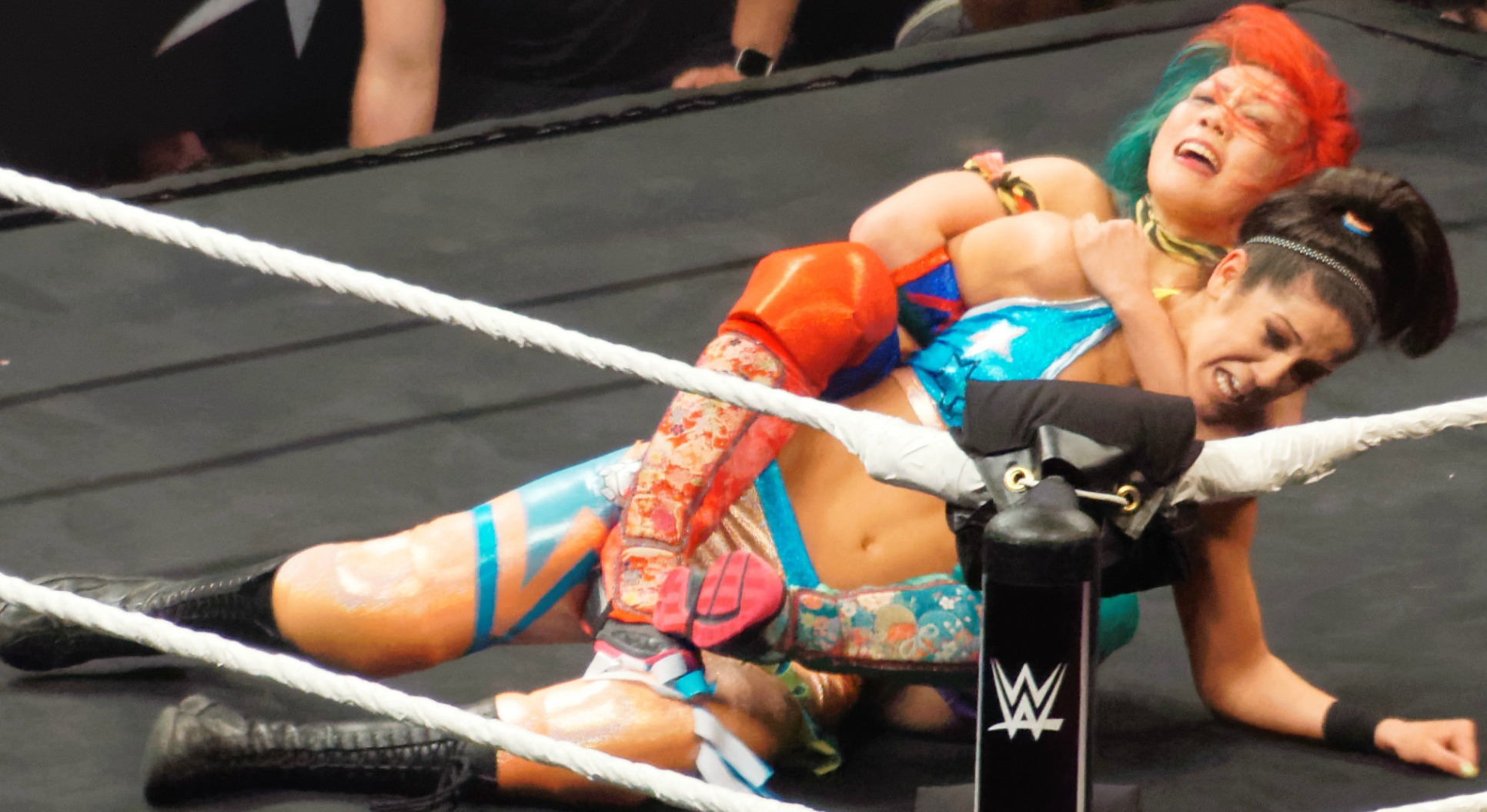
Asuka portant son Asuka Lock sur Bayley à NXT TakeOver: Dallas.

Le 1er avril 2016 à NXT TakeOver: Dallas, elle devient la nouvelle championne de NXT en battant Bayley par soumission et remporte le titre pour la première fois de sa carrière. Le 8 juin à NXT TakeOver: The End, elle conserve son titre en battant Nia Jax. Le 20 août à NXT TakeOver: Brooklyn II, elle conserve son titre en rebattant Bayley. Le 19 novembre à NXT TakeOver: Toronto, elle conserve son titre en battant Mickie James par soumission. Le 28 janvier 2017 à NXT TakeOver: San Antonio, elle conserve son titre en battant Nikki Cross, Billie Kay et Peyton Royce dans un Fatal 4-Way match. Le 1er avril à NXT TakeOver: Orlando, elle conserve son titre en battant Ember Moon. Le 20 mai à NXT TakeOver: Chicago, elle conserve son titre en battant Ruby Riott et Nikki Cross dans un Triple Threat match. Le 19 août à NXT TakeOver: Brooklyn III, elle conserve son titre en rebattant Ember Moon par soumission. Six soirs plus tard, elle est contrainte de rendre le titre au GM du show jaune, à la suite d'une blessure à la clavicule.

#### Gagnante du premierRoyal Rumbleféminin et fin de la série d'invincibilité (2017-2018)
Le 22 octobre à TLC, elle fait ses débuts dans le roster principal, dispute son premier match et bat Emma par soumission. Le lendemain à Raw, elle fait ses débuts dans le show rouge, dispute son premier match et rebat sa même adversaire de la même manière. Le 19 novembre aux Survivor Series, l'équipe Raw, dont elle fait partie, bat celle de SmackDown dans son tout premier Women's 5-on-5 Traditional Survivor Series Elimination Tag Team match.
Le 28 janvier 2018 au Royal Rumble, elle entre dans le tout premier Women's Royal Rumble match de l'histoire en 25e position, le remporte en éliminant Nia Jax (avec l'aide de 4 catcheuses), Ember Moon et Nikki Bella en dernière position et devient ainsi la première catcheuse de l'histoire à gagner la stipulation. Le 25 février à Elimination Chamber, elle bat la catcheuse samoane. Après le combat, son adversaire la fait passer à travers les barrières de sécurité. Le 11 mars à Fastlane, après la victoire de Charlotte Flair sur Ruby Riott pour le titre féminin de SmackDown, elle confronte The Queen et la choisit officiellement comme adversaire pour WrestleMania 34 après avoir pointé le logo du doigt,.
Le 3 avril lors de la finale de Mixed Match Challenge, The Miz et elle remportent le tournoi en battant Bobby Roode et Charlotte Flair. 5 soirs plus tard à WrestleMania 34, elle ne remporte pas la ceinture, battue par The Queen par soumission et subit sa première défaite depuis son arrivée à la WWE, ce qui met fin à une série d'invincibilité de 914 jours. Après le combat, elle félicite son adversaire et les deux catcheuses se prennent mutuellement dans les bras avec les larmes aux yeux.

#### Championne deSmackDown(2018-2019)
Le 17 avril à SmackDown Live, lors du Superstar Shake-Up, elle fait ses débuts au show bleu en venant en aide à Becky Lynch et Charlotte Flair, attaquées par Carmella et les IIconics. Le 17 juin à Money in the Bank, elle ne remporte pas le titre féminin de SmackDown, battue par Carmella à la suite d'une distraction de James Ellsworth qui faisait son retour.
Le 15 juillet à Extreme Rules, elle ne remporte pas la ceinture, rebattue par sa même adversaire. James Ellsworth est suspendu au-dessus du ring dans une cage à requin. Après le match, elle attaque des techniciens et étrangle le second au milieu du ring. Le 25 septembre lors de Mixed Match Challenge, The Miz et elle battent R-Truth et Carmella.

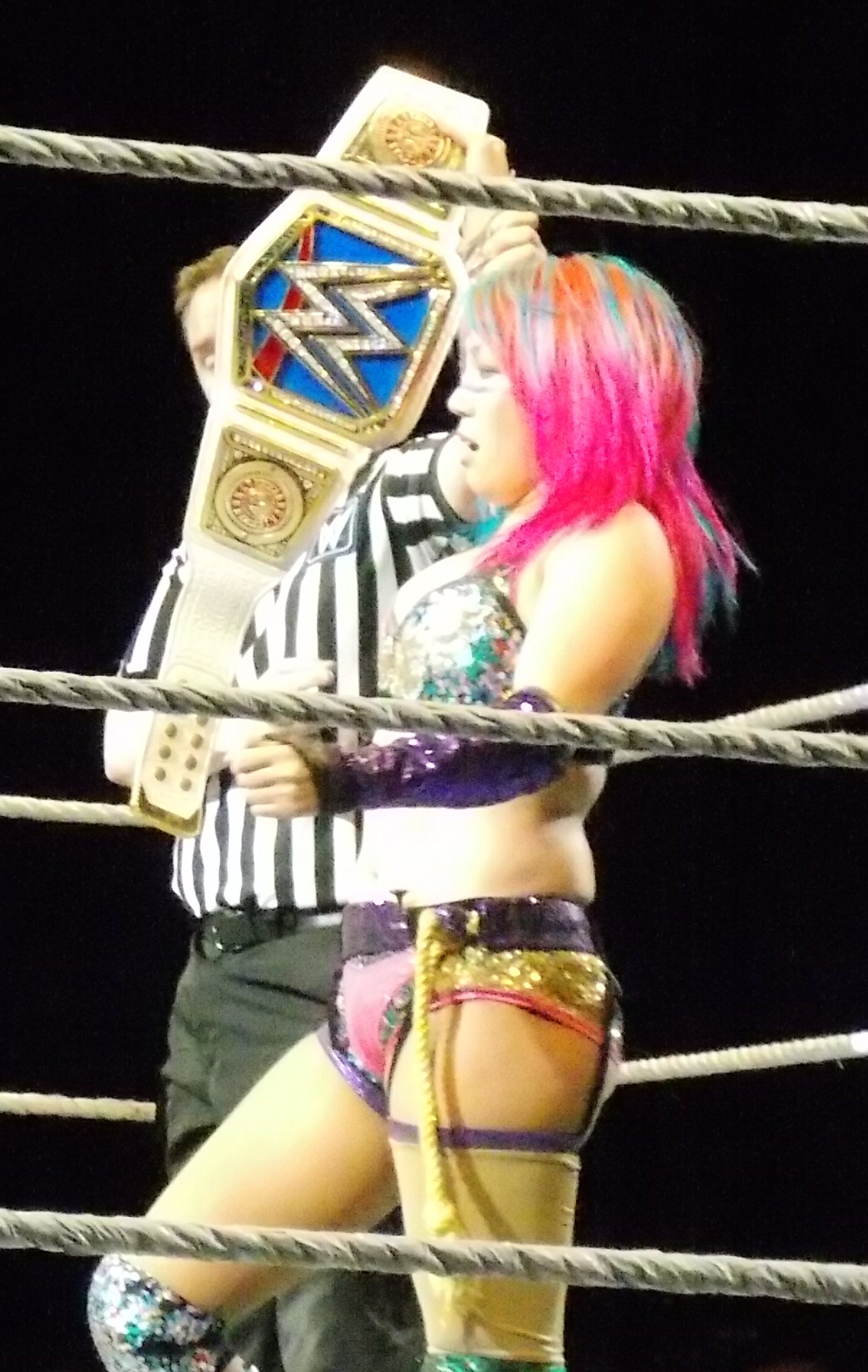
La catcheuse en tant que championne de SmackDown en 2019

Le 6 octobre à Super Show-Down, Naomi et elle perdent face aux IIconics. 17 soirs plus tard lors de Mixed Match Challenge, ils battent Jimmy Uso et Naomi. Le 13 novembre lors de Mixed Match Challenge, ils perdent par soumission face à Jeff Hardy et Flair. Le 18 novembre aux Survivor Series, l'équipe SmackDown, dont elle fait partie, perd face à celle de Raw dans un Women's 5-on-5 Traditional Survivor Series Elimination Tag Team match. Le 11 décembre lors de Mixed Match Challenge, elle se retourne contre le Miz au cours de leur match face à R-Truth et Carmella, faisant perdre son équipe contre ces derniers. Le 16 décembre à TLC, elle devient la nouvelle championne de SmackDown en battant Becky Lynch et Charlotte Flair dans le tout premier Triple Threat TLC match, aidée par une intervention extérieure de Ronda Rousey, et remporte le titre pour la première fois de sa carrière.
Le 27 janvier 2019 au Royal Rumble, elle conserve son titre en rebattant la catcheuse irlandaise par soumission. Le 10 mars à Fastlane, elle conserve son titre en battant Mandy Rose à la suite d'une bêtise causée par Sonya Deville. Le 26 mars à SmackDown Live, elle ne conserve pas sa ceinture, battue par The Queen. Plus tard dans la soirée, elle assiste, accompagnée des Superstars Faces du roster, au Tag Team Gauntlet match du New Day et les félicite pour leur victoire.

#### Triple championne par équipes avec Kairi Sane, Charlotte Flair et Alexa Bliss et double championne deRaw(2019-2022)
Le 16 avril à SmackDown Live, Kairi Sane et elle sont annoncées par Paige (leur manageuse) comme les futures championnes par équipes. Bayley, Ember Moon et elles battent les Iiconics et Fire & Desire (Sonya Deville et Mandy Rose) dans un 8-Women Tag Team match. Le 30 avril à SmackDown Live, elles battent deux catcheuses locales et se font désormais appeler les Kabuki Warriors.
Le 6 octobre à Hell in a Cell, elles deviennent les nouvelles championnes par équipes en battant Alexa Bliss et Nikki Cross et remportent les titres pour la première fois de leurs carrières. Pendant le combat, elles effectuent un Heel Turn, car ce partenaire met un doigt dans l'œil de la catcheuse écossaise et elle asperge cette dernière de Green Mist,. 8 soirs plus tard à Raw, lors du Draft, elles sont annoncées être transférées au show rouge par Stephanie McMahon. Plus tard, dans la soirée, elles battent Natalya et Lacey Evans. Le 24 novembre aux Survivor Series, l'équipe Raw, dont elles font parties, perd face à celle de NXT dans un Women's 5-on-5 Traditional Survivor Series Triple Threat Elimination Tag Team match qui inclut également l'équipe SmackDown Le 15 décembre à TLC, elles conservent leurs titres en battant Becky Lynch et Charlotte Flair dans un TLC Tag Team match.
Le 26 janvier 2020 au Royal Rumble, elle ne remporte pas le titre féminin de Raw, battue par Becky Lynch par soumission. Le 8 mars à Elimination Chamber, elle ne devient pas aspirante no 1 au titre féminin de Raw à WrestleMania 36, battue par Shayna Baszler dans son tout premier Women's Elimination Chamber match.
Le 4 avril à WrestleMania 36, Kairi Sane et elle ne conservent pas leurs ceintures, battues par leurs mêmes adversaires dans un match revanche. Le 10 mai à Money in the Bank, elle remporte la mallette. Le lendemain à Raw, Becky Lynch annonce que son titre était en jeu lors du Women's Money in the Bank Ladder match et doit l'abandonner, car est enceinte et doit s'absenter quelque temps. Elle est nommée nouvelle championne de Raw, ce qui fait qu'elle devient la 3e Triple Crown Champion, ainsi que la seconde Grand Slam Champion. Elle effectue un Face Turn, car elle félicite la catcheuse irlandaise pour l'heureux événement et lui fait des câlins. Le 14 juin à Backlash, son match face à Nia Jax se termine en double décompte extérieur, mais elle conserve son titre.
Le 19 juillet à Extreme Rules, son match face à Sasha Banks se termine en match nul, car elle a aspergé accidentellement du Green Mist sur l'arbitre, remplacé par Bayley qui effectue elle-même le compte de trois en faveur de sa partenaire et fait terminer le match de manière controversée. 8 soirs plus tard à Raw, elle ne conserve pas sa ceinture, battue par sa même adversaire par décompte extérieur, car elle accourt aider sa coéquipière qui est attaquée dans les coulisses par Bayley. Le même soir, sa coéquipière annonce officiellement son départ de la compagnie de catch américaine afin de rentrer au Japon, ce qui met fin à leur alliance.
Le 23 août à SummerSlam, elle ne remporte pas le titre féminin de SmackDown, battue par Bayley. Plus tard dans la soirée, elle redevient championne de Raw, pour la seconde fois, en prenant sa revanche sur Sasha Banks par soumission. Le 27 septembre à Clash of Champions, elle conserve son titre en battant Zelina Vega par soumission. Plus tard dans la soirée, elle répond au défi ouvert de Bayley pour la ceinture féminine du show bleu, bat cette dernière par disqualification à la suite d'une intervention extérieure de Sasha Banks, mais ne remporte pas le titre.
Le 22 novembre aux Survivor Series, elle perd face à la nouvelle championne de SmackDown, Sasha Banks, dans un Champion vs. Champion match. Le 20 décembre à TLC, Charlotte Flair et elle deviennent les nouvelles championnes par équipes en battant Shayna Baszler et Nia Jax. Elle remporte les titres pour la seconde fois et devient la seconde catcheuse à être double championne.
Le 31 janvier 2021 lors du pré-show au Royal Rumble, à la suite des distractions de Lacey Evans et Ric Flair, elles ne conservent pas leurs ceintures, battues par leurs mêmes adversaires.
Le 11 avril à WrestleMania 37, elle ne conserve pas sa ceinture, battue par Rhea Ripley. Le 16 mai à WrestleMania Backlash, elle ne remporte pas la ceinture, rebattue par sa même adversaire dans un Triple Threat match qui inclut également son ancienne partenaire.
Le 18 juillet à Money in the Bank, elle ne remporte pas la mallette, gagnée par Nikki A.S.H.
Le 1er septembre, elle annonce sur Twitter avoir enfin eu ses nouvelles dents, mais est blessée au bras gauche et doit s'absenter pour une durée indéterminée.
Le 25 avril 2022 à Raw, elle fait son retour après 7 mois d'absence, interrompt Becky Lynch qui tente de l'attaquer, mais fuit lorsqu'elle réplique. Le 5 juin à Hell in a Cell, elle ne remporte pas la ceinture, battue par Bianca Belair dans un Triple Threat match, qui inclut également Big Time Becks.
Le 2 juillet à Money in the Bank, elle ne remporte pas la mallette, gagnée par Liv Morgan. Le 15 août à Raw, elle s'allie officiellement avec Alexa Bliss et ensemble, les deux catcheuses battent Doudrop et Nikki A.S.H au premier tour du tournoi qui désigne les futurs championnes par équipes. Le 3 septembre à Clash at the Castle, Bianca Belair et elles perdent face à Damage CTRL (Bayley, IYO SKY et Dakota Kai) dans un 6-Women Tag Team match.
Le 31 octobre à Raw, elles viennent en aide à la championne de Raw, attaquée par le trio féminin après sa victoire sur Nikki Cross. Plus tard dans la soirée, elles redeviennent championnes par équipes, pour la troisième fois, en battant Dakota Kai et IYO SKY et régnent ensemble pour la première fois. 5 soirs plus tard à Crown Jewel, elles ne conservent pas leurs ceintures, battues par leurs mêmes adversaires. Le 26 novembre aux Survivor Series: WarGames, Bianca Belair, Becky Lynch, Mia Yim et elles battent Damage CTRL (Bayley, Dakota Kai, IYO SKY), Nikki Cross et Rhea Ripley dans son tout premier Women's WarGames match. Le 15 décembre, elle rentre au Japon pour s'accorder quelques jours de congé et annonce faire son retour dans une nouvelle gimmick.

#### Triple championne de la WWE, Damage CTRL, quadruple championne par équipes avec Kairi Sane et blessure (2023-2024)
Le 28 janvier 2023 au Royal Rumble, elle fait son retour avec un nouveau look et nouvelle gimmick, entre dans le Women's Royal Rumble match en 17e position, élimine Tegan Nox, Nia Jax (avec l'aide d'autres catcheuses) et Sonya Deville, avant d'être elle-même éliminée par la futur gagnante, Rhea Ripley. Le 18 février à Elimination Chamber, elle remporte son premier Women's Elimination Chamber match et devient aspirante no 1 au titre féminin de Raw à WrestleMania 39.
Le 2 avril à WrestleMania 39, elle ne remporte pas la ceinture, battue par Bianca Belair. Le 1er mai à Raw, lors du Draft, elle est annoncée être officiellement transférée à SmackDown par Shawn Michaels. Le 27 mai à Night of Champions, elle redevient championne de Raw, pour la troisième fois, en prenant sa revanche sur sa même adversaire. Le 9 juin à SmackDown, Adam Pearce change le design de son titre qui redevient championnat féminin de la WWE.
Le 5 août à SummerSlam, elle ne conserve pas sa ceinture, battue par The Est of WWE dans un Triple Threat match qui inclut également Charlotte Flair. Mais après le combat, sa compatriote IYO SKY attaque les trois catcheuses, utilise sa mallette sur la nouvelle championne et la bat pour remporter la ceinture.
Le 7 octobre à Fastlane, elle ne remporte pas le titre féminin, battue par sa compatriote dans la même stipulation qui inclut également The Queen. Le 10 novembre à SmackDown, le match qui oppose Bayley, IYO SKY et Kairi Sane à Bianca Belair, Charlotte Flair et elle se termine en match nul. En effet, elle effectue un Heel Turn, car elle envoie du Blue Mist sur sa première ex-partenaire, rejoint officiellement Damage CTRL et reforme les Kabuki Warriors avec sa seconde compatriote. Le 25 novembre aux Survivor Series: WarGames, Bayley, IYO SKY et elles perdent face à Becky Lynch, Bianca Belair, Shotzi et Charlotte Flair dans un Women’s WarGames match.
Le 26 janvier 2024 à SmackDown, Kairi Sane et elle redeviennent championnes par équipes, pour la seconde fois, en battant Katana Chance et Kayden Carter. Le lendemain au Royal Rumble, elle entre dans le Women's Royal Rumble match en 11e position, élimine Candice LeRae (aidée de Bayley et sa partenaire) avant d'être elle-même éliminée par les anciennes championnes par équipes après 13 minutes de match. Le 2 février à SmackDown, IYO SKY et elles provoquent le Face Turn de Bayley, car elles se retournent contre cette dernière qui choisit officiellement la première comme adversaire pour WrestleMania XL. Le 24 février lors du pré-show à Elimination Chamber, elles conservent leurs titres en battant The Way (Candice LeRae et Indi Hartwell).
Le 6 avril à WrestleMania XL, Dakota Kai et elles perdent face à Jade Cargill, Naomi et Bianca Belair dans un 6-Women Tag Team match. Le 29 avril à Raw, lors du Draft, le quartet féminin est annoncé être officiellement transféré au show rouge par Stephanie McMahon. Le 4 mai à Backlash, elles ne conservent pas leurs ceintures, battues par Bianca Belair et Jade Cargill. Deux soirs plus tard à Raw, Dakota Kai annonce qu'elle souffre d'une blessure de nature inconnue et doit s'absenter pour une durée indéterminée.

#### Retour (2025-....)
Le 16 juin 2025 à Raw, elle fait son retour après un an d'absence, en tant que Face, bat Raquel Rodriguez, Ivy Nile et Stephanie Vaquer dans un Fatal 4-Way match et se qualifie pour les demi-finales du tournoi Queen of the Ring. 12 soirs plus tard à Night of Champions, elle ne devient pas la nouvelle Queen of the Ring, battue par Jade Cargill en finale du tournoi. 
Le 7 juillet à Raw, elle vole à la rescousse de Kairi Sane qui se fait attaquer par Raquel Rodriguez et Roxanne Perez, reforme les Kabuki Warriors avec sa compatriote et les deux catcheuses sont ajoutées au match pour les ceintures féminines par équipes à Evoution. 6 soirs plus tard à Evolution, elles ne remportent pas les ceintures, battues par leurs mêmes adversaires dans un Fatal 4-Way Tag Team match qui inclut également Sol Ruca et Zaria, Alexa Bliss et Charlotte Flair.

## Palmarès
- Dramatic Dream Team (DDT)
  - 5 fois Championne Ironman Heavymetalweight
- Japanese Women Pro-Wrestling Project (JWP)
  - 1 fois Championne poids-libre de la JWP[142]
- NEO Ladies (NEO)
  - 1 fois Championne par équipe de la NEO avec Nanae Takahashi (en)[143]
- Pro Wrestling Wave (Wave)
  - 2 fois Championne par équipe de la Wave avec Ayumi Kurihara puis Mio Shirai (en)[144]
  - Tournoi Catch the Wave League (2011)[9]
  - Tournoi Dual Shock Wave (2011) avec Ayumi Kurihara[12]
- Universal Woman's Pro Wrestling REINA (REINA)
  - 1 fois Championne du monde par équipe de la REINA - avec Arisa Nakajima (en)[145]
  - 1 fois Championne du monde de la REINA[146]
- Smash Wrestling (SMASH)
  - 2 fois Championne des Divas de la SMASH[147]
- World Wrestling Entertainment
  - 3 fois Championne de la WWE (Raw)
  - 1 fois Championne de SmackDown de la WWE
  - 1 fois Championne de la NXT (plus long règne)
  - 4 fois Championne par équipe de la WWE - avec Kairi Sane (2), Charlotte Flair (1) et Alexa Bliss (1)
  - Vainqueure du Royal Rumble (2018) (premier Royal Rumble féminin)
  - Vainqueure du Elimination Chamber match (2023)
  - Vainqueure du 1er WWE Mixed Match Challenge Tournament - avec The Miz
  - Miss Money In The Bank (2020)
  - 3e Triple Crown Women's Champion de la WWE
  - 2e Grand Slam Women's Champion de la WWE
  - Disette à WrestleMania (0 victoire, 5 défaites)
  - Slammy Awards :
    - Superstar féminine de l'année (2020)[148]

## Récompenses de magazines
- Pro Wrestling Illustrated

| Année | 2016 | 2017 | 2018 | 2019 | 2020 | 2021 | 2022 | 2023 | 2024 |
| ----- | ---- | ---- | ---- | ---- | ---- | ---- | ---- | ---- | ---- |
| Rang  | 3    | 1    | 5    | 11   | 3    | 14   | 61   | 11   | 74   |

## Vie privée
Elle possède une chaîne YouTube intitulée KanaChanTV, dans laquelle elle publie sa vie quotidienne.